# Obrenovci
Obrenovci su naseljeno mjesto u gradu Zenici, Federacija Bosne i Hercegovine, BiH.
Nalaze se na obali rječice Kočeve.

## Stanovništvo

### 1991.
Nacionalni sastav stanovništva 1991. godine, bio je sljedeći:
ukupno: 659
- Muslimani - 496 (75,27%)
- Hrvati - 135 (20,49%)
- Srbi - 15 (2,28%)
- Jugoslaveni - 11 (1,66%)
- ostali, neopredijeljeni i nepoznato - 2 (0,30%)

### 2013.
Nacionalni sastav stanovništva 2013. godine, bio je sljedeći:
ukupno: 536
- Bošnjaci - 508 (94,78%)
- Hrvati - 15 (2,80%)
- ostali, neopredijeljeni i nepoznato - 13 (2,43%)